# 수호랑과 반다비
수호랑과 반다비는 각각 2018년 대한민국 평창에서 개최된 동계 올림픽과 동계 패럴림픽의 공식 올림픽 마스코트이다. 2016년 6월 2일 동시에 발표됐다. 디자이너는 홍익대학교 교수인 장동련, 장인규와 매스씨앤지 소속의 이희곤이다.

## 제작
첫 올림픽 마스코트는 1968년 프랑스 그르노블에서 열린 동계 올림픽에서 스키를 타는 사람 모습을 형상화한 슈스(독일어: Schuss)였다. 이후 공식적으로 마스코트를 도입한 올림픽은 1972년 뮌헨에서의 하계 올림픽이었으며, 캐릭터는 닥스훈트 발디(독일어: Waldi)였다. 서울에서 열린 1988년 하계 올림픽에서는 호랑이를 모티브로한 호돌이가 마스코트로 쓰였다.
2011년 7월 평창이 동계 올림픽 개최지로 선정된 후 인터넷에서는 애니메이션 《뽀롱뽀롱 뽀로로》에 등장하는 뽀로로를 마스코트로 삼자는 의견이 인기를 얻었으며, 서명운동이 일기도 했다. 이에 애니메이션 제작사 대표 최종일은 올림픽이 끝나면 마스코트의 저작권이 국제 올림픽 위원회(IOC)에 귀속된다는 점을 들어 뽀로로가 마스코트가 되는 것은 쉽지 않을 것 같다고 전했으나, 이어 "어떤 방법이든 평창올림픽을 돕고 싶다"고 언급했다.

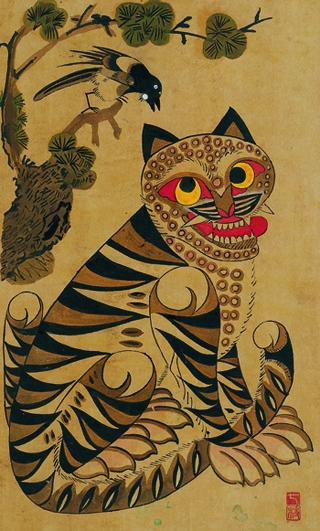
2018년 동계 올림픽 및 동계 패럴림픽의 마스코트로 사용될 예정이었던 호랑이와 까치

평창 동계 올림픽 대회 및 동계 패럴림픽 대회 조직위원회는 2014년 6월 27일 마스코트 아이디어 공모를 진행한다고 발표하였으며, 같은해 10월 마스코트 개발 전문업체 선정 후 마스코트를 개발할 계획이라고 밝혔다. 이후 2015년 초 마스코트를 12월까지 완성하겠다는 방침을 공개하였다. 이듬해 3월 초에는 마스코트 개발이 90%정도 이루어졌다고 보도되었지만, 중순에 이루어진 본회의에서의 기자회견에서 조양호 당시 위원장은 IOC와 아직 합의된 사항이 없어 세부 사항을 말할 수 없다고 이야기하였다. 이어 5월 20일, 마스코트가 백호와 곰으로 선정되었다는 사실이 공개됐다. 최종적으로 2016년 6월 2일 조직위는 평창 동계 올림픽 및 동계 패럴림픽 마스코트로 수호랑과 반다비를 공개하였다.
본래 올림픽의 마스코트 후보로는 진돗개와 사슴, 두루미, 까치, 하늘다람쥐, 삽살개 등이 있었으며, 민화의 주요 소재였던 까치와 호랑이가 채택되었다. 하지만 박근혜 당시 대통령은 김종덕 당시 문화체육관광부 장관에게 마스코트를 자신이 키우던 반려동물인 진돗개로 교체하라고 지시를 내렸다. 김종덕과 조양호는 진돗개 사용을 위해 국제 올림픽 위원회(IOC) 본부가 위치한 스위스를 방문하였으나, IOC 위원장 토마스 바흐는 한국의 개고기 문화를 이유로 들며 적합하지 않다며 불허하였다. 조직위의 관계자는 마스코트의 "완성도를 높이기 위한 늦은 발표 시기"라는 청와대 관계자의 해명에 대하여 "애초부터 호랑이를 선정했다면 아무 문제가 없었을 것"이라고 대답하였다.

## 마스코트
수호랑은 백호를 모티프로 한 마스코트로, 동계 올림픽의 마스코트이다. 호랑이는 호돌이의 연속성을 지키면서 민속 신앙에서 평안과 안녕을 기원하였던 신성함을 강조하기 위해 사용되었으며, 호돌이와는 달리 동계 올림픽의 '하얀 눈'이라는 이미지를 고려해 흰 호랑이가 되었다. 이외에도 흰 색은 백의민족, 그리고 평화를 상징한다. '수호'는 올림픽에 참가하는 선수, 참가자, 관중들을 보호한다는 의미이며, '랑'은 호랑이와 강원도의 정선아리랑을 상징한다. 도전 정신과 열정이 넘치며 씩씩한 성격을 지니고 있다고 묘사된다.
반다비는 반달가슴곰으로, '반다'는 반달을 의미하며, '비'는 대회를 기념하는 비(碑)의 뜻을 담고 있다. 강한 의지와 용기를 가지고 평등과 화합에도 앞장서며, 패럴림픽 선수들이 한계를 뛰어넘을 수 있도록 열정을 응원하는 성격이 있다고 표현된다.초기의 디자인에는 눈동자가 가운데에 있었으나 무서워 보인다는 반응이 존재하여 왼쪽을 보는 형태로 변경되었다.
호랑이와 반달가슴곰은 대한민국과 강원도를 상징하는 동물을 고른 것이다. 또한 단군신화의 이야기를 토대로 호랑이는 새로운 세계를 찾기 위해 움직이는 열정을 가졌고 곰은 목표한 바를 이루어내는 끈기를 가진 존재라는 설정으로 하여금 올림픽 정신을 표현한 것이다.

## 홍보 및 사용
수호랑과 반다비의 이름을 정하는 데에는 2천여 개의 후보가 존재했지만, 제작이 늦어지면서 공개일로부터 10일 전까지도 이름이 확정되지 않았다. 이로 인하여 조직위와 마스코트 사용에 대한 협의가 지연되는 등의 일이 일어났고, 마스코트를 활용한 수입 사업에 피해를 입었다.
2016년, 리우데자네이루에서 열린 하계 올림픽에서는 코파카바나의 해변에 개관된 평창 홍보관에서 마스코트로 사용되었다. 홍보관에는 올림픽 기간에 15만 2000명, 패럴림픽 기간에 7만 8000여 명이 방문하였다. 그리고 코르코바두의 구세주 그리스도상 앞에서 찍은 사진을 SNS에 올리며 인터넷에서의 홍보를 시작하였다. 10월 말에는 마스코트 애니메이션을 선보였고, 이듬해 2월과 3월에는 각각 "올림픽 챔피언 수호랑"과 "패럴림픽 챔피언 반다비"라는 제목의 애니메이션을 공개하였다.
2018년 동계 올림픽·패럴림픽 시상식에서 메달리스트에게 어사화를 쓴 수호랑과 반다비 인형이 시상품으로 증정되었다. 또한 2018년 동계 올림픽·패럴림픽 공식 후원 은행으로 선정된 KEB하나은행에서는 수호랑과 반다비가 그려진 하나된평창통장을 출시하기도 했다. 우리카드에서도 수호랑이 그려진 신용카드와 체크카드를 한정적으로 출시한 바 있다.

### 파생 캐릭터
강원도는 2018년 동계 올림픽·패럴림픽 폐막 이후에 수호랑과 반다비를 강원도를 상징하는 새로운 마스코트로 사용하려는 계획을 세웠으나 올림픽·패럴림픽의 마스코트에 대한 저작권을 소유한 국제 올림픽 위원회(IOC)·국제 패럴림픽 위원회(IPC)의 반대로 인해 무산되었다. 이에 따라 강원도는 2019년 9월 15일에 수호랑의 2세 캐릭터인 '범이', 반다비의 2세 캐릭터인 '곰이'를 강원도를 상징하는 새로운 마스코트로 선정했다. 2021년 10월에는 강원도의 대표 마스코트인 범이와 곰이 공식 인스타그램 계정이 개설되었다.
그러다가 2022년 11월에 강원도청 SNS에서 강원특별자치도의 새로운 캐릭터 이름 공모전을 알리는 게시물이 올라왔다. 이를 두고 허영 더불어민주당 소속 국회의원은 "최문순 전 강원도지사의 도정 지우기"라고 비판했다. 이에 대해 김진태 강원도지사는 "국제 올림픽 위원회(IOC)가 강원도를 상징하는 마스코트인 '범이와 곰이'가 올림픽 마스코트에 관한 지식 재산권 침해에 해당하기 때문에 《부정경쟁방지법》 위반에 해당될 소지가 있다며 대한체육회와 강원도청에 사용 중단을 요구했었다."고 해명했다. 강원도청은 강원특별자치도 출범을 앞둔 상황에서 《강원도 상징물 조례》 일부개정조례안을 입법 예고했는데 호랑이 캐릭터는 '강원이', 반달가슴곰 캐릭터는 '특별이'로 각각 명명되었다. 범이와 곰이의 뒤를 이은 강원이와 특별이 마스코트는 2023년 6월 11일에 강원특별자치도 출범과 함께 사용되었다.
2023년 1월 20일에는 대한민국 강원특별자치도에서 개최된 2024년 동계 청소년 올림픽 공식 마스코트인 뭉초(Moongcho)가 공개되었다. 마스코트 디자인은 대학생 박수연이 맡았다. '뭉치다'라는 한국어 단어에서 이름을 따온 뭉초는 수호랑과 반다비가 눈싸움을 벌이기 위해 가지고 놀던 눈뭉치가 2024년 동계 청소년 올림픽을 앞두고 수호랑과 반다비의 스포츠 정신을 닮은 '뭉초'라는 캐릭터로 태어났다는 이야기를 담고 있다. 또한 동계 올림픽에 참가하는 선수들처럼 고글과 목도리를 쓰고 대회를 준비하는 청소년들의 모습을 관찰한다는 설정도 담고 있다.

## 사진

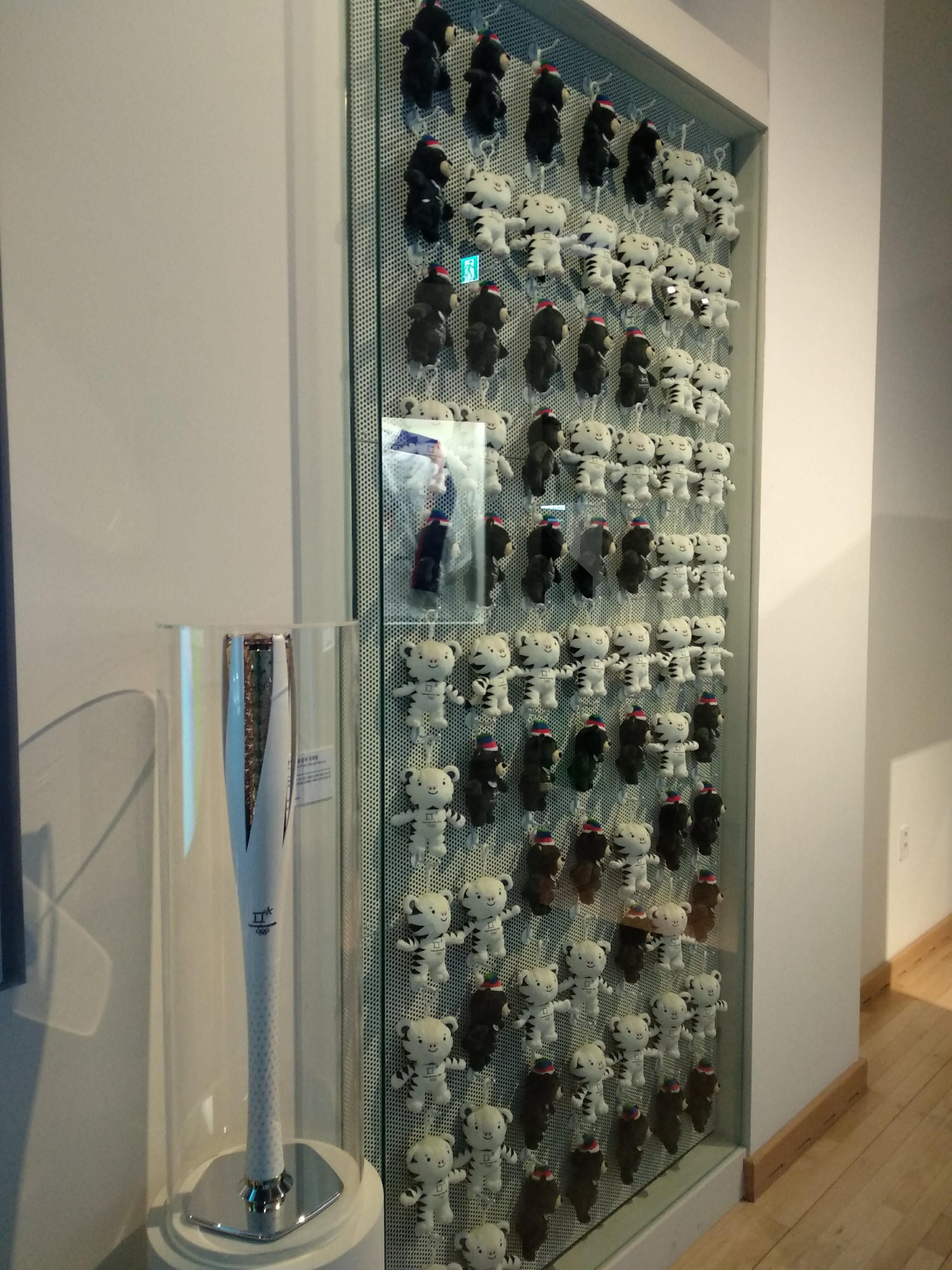
성화와 마스코트 인형들
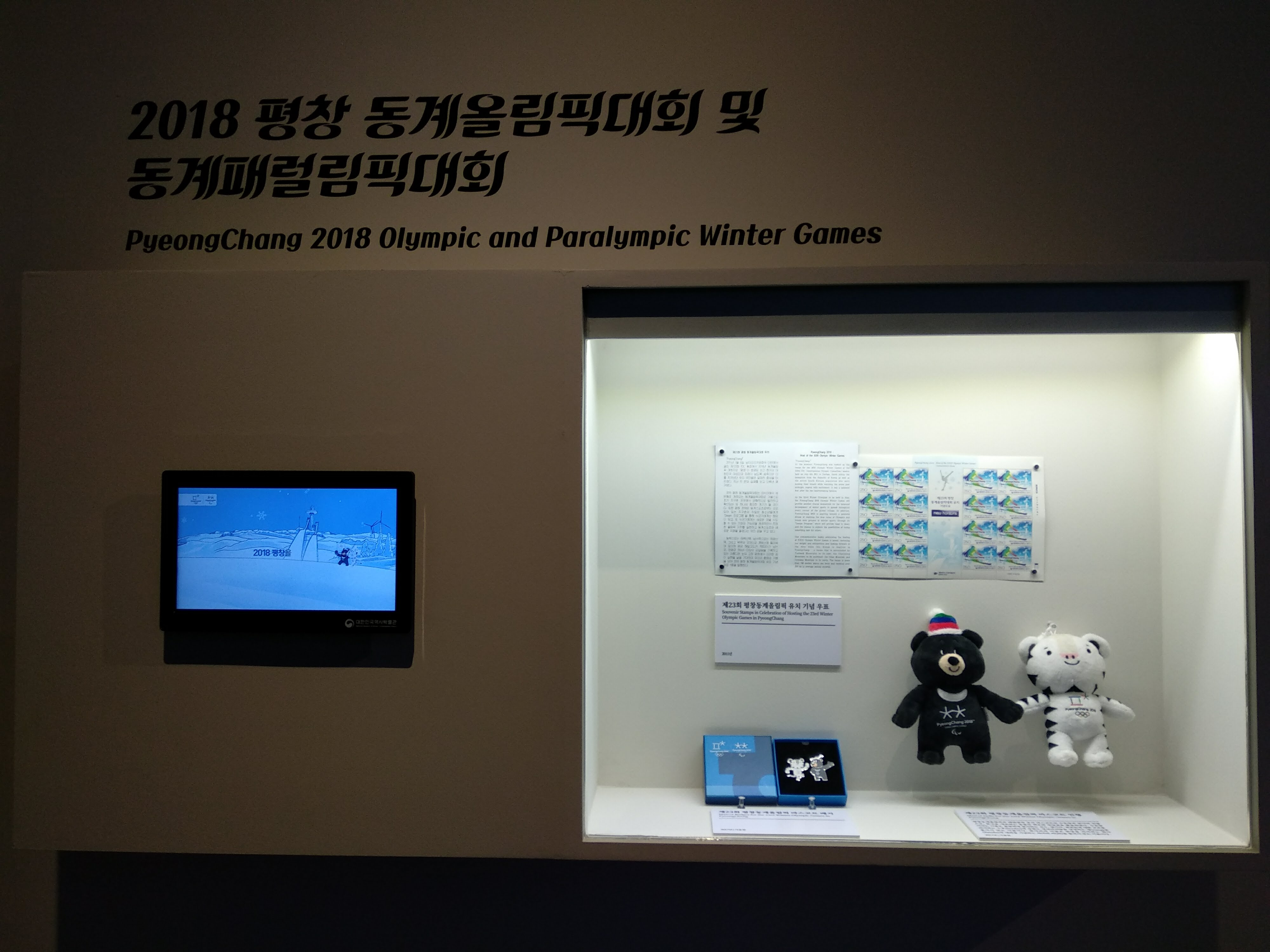
대한민국역사박물관에 전시된 올림픽 자료들
대한민국역사박물관 기념품점에 진열된 마스코트 인형들
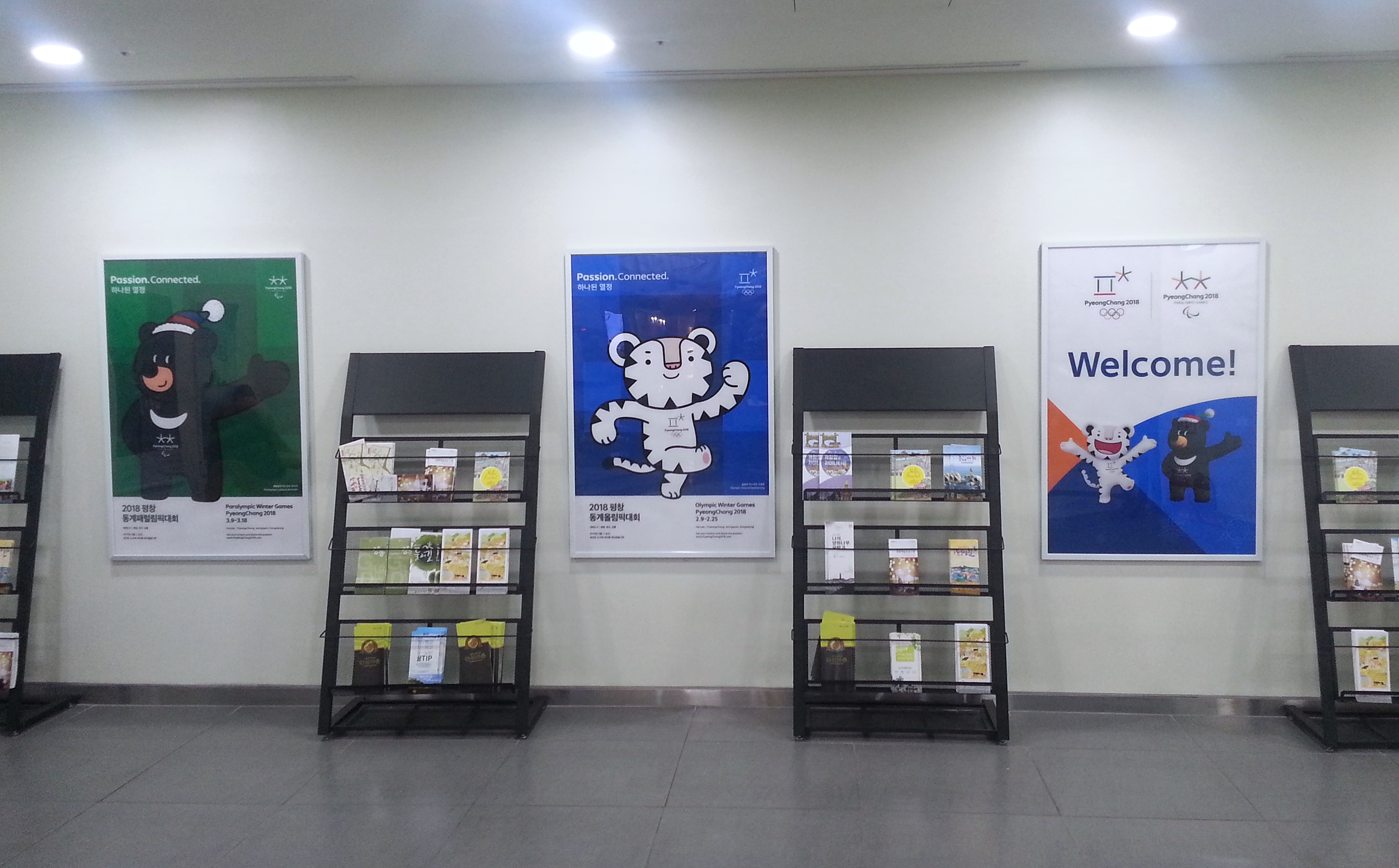
서울고속버스터미널에 전시된 마스코트 홍보물
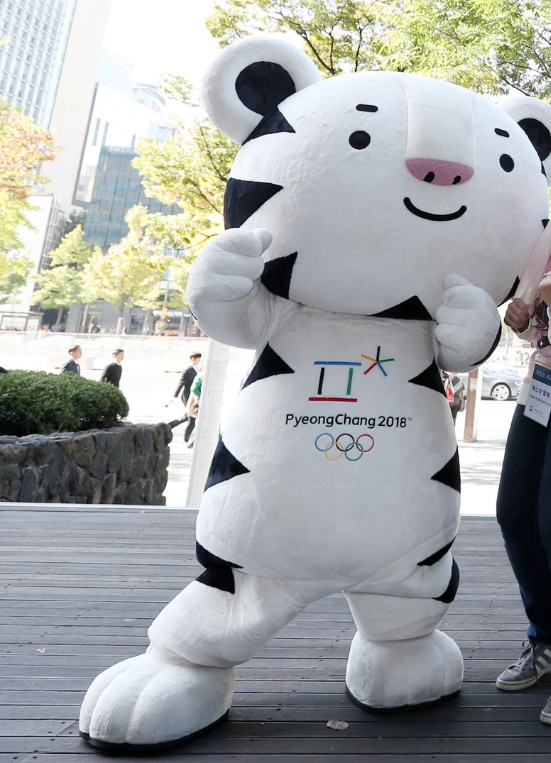
수호랑
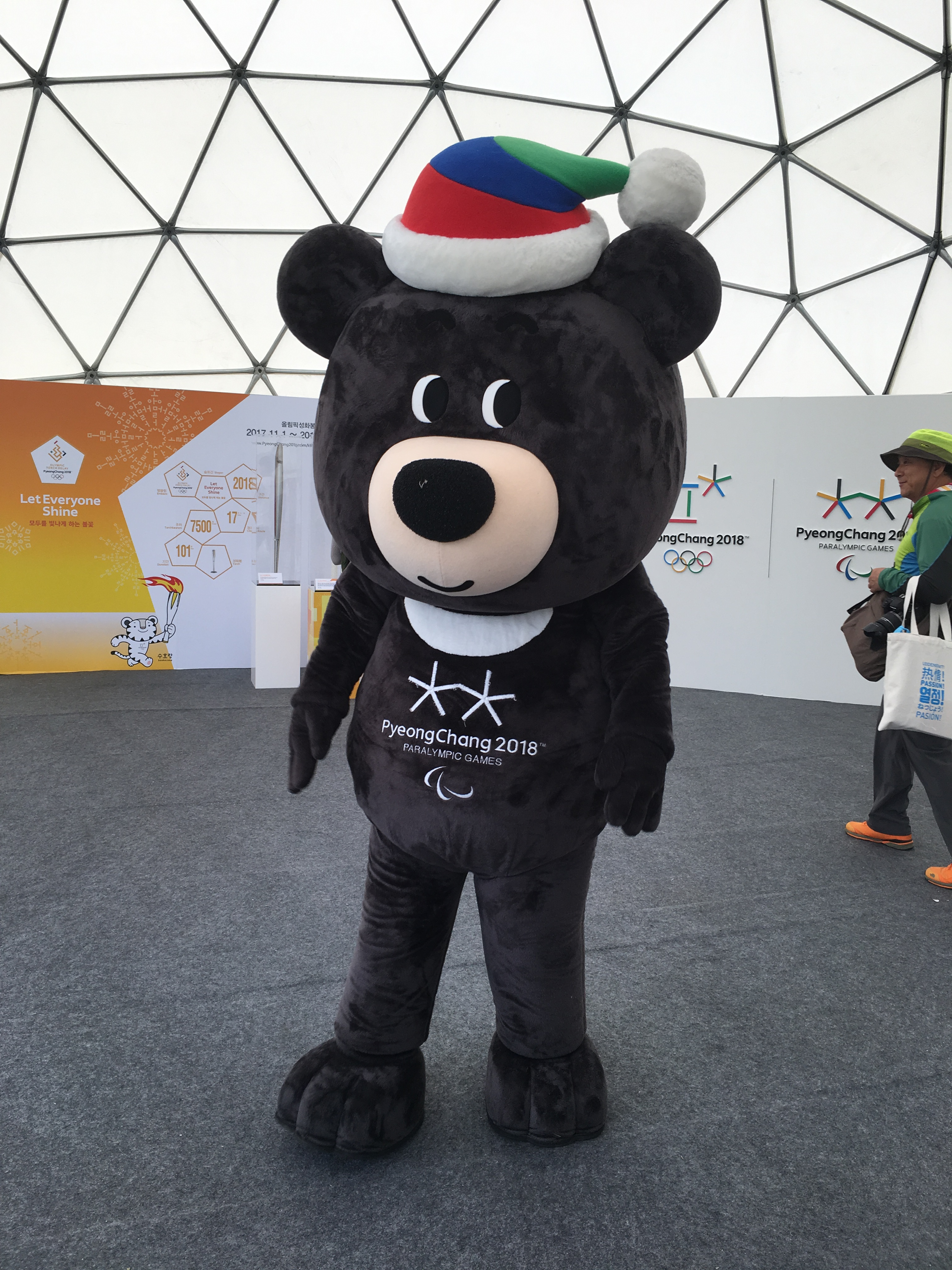
반다비
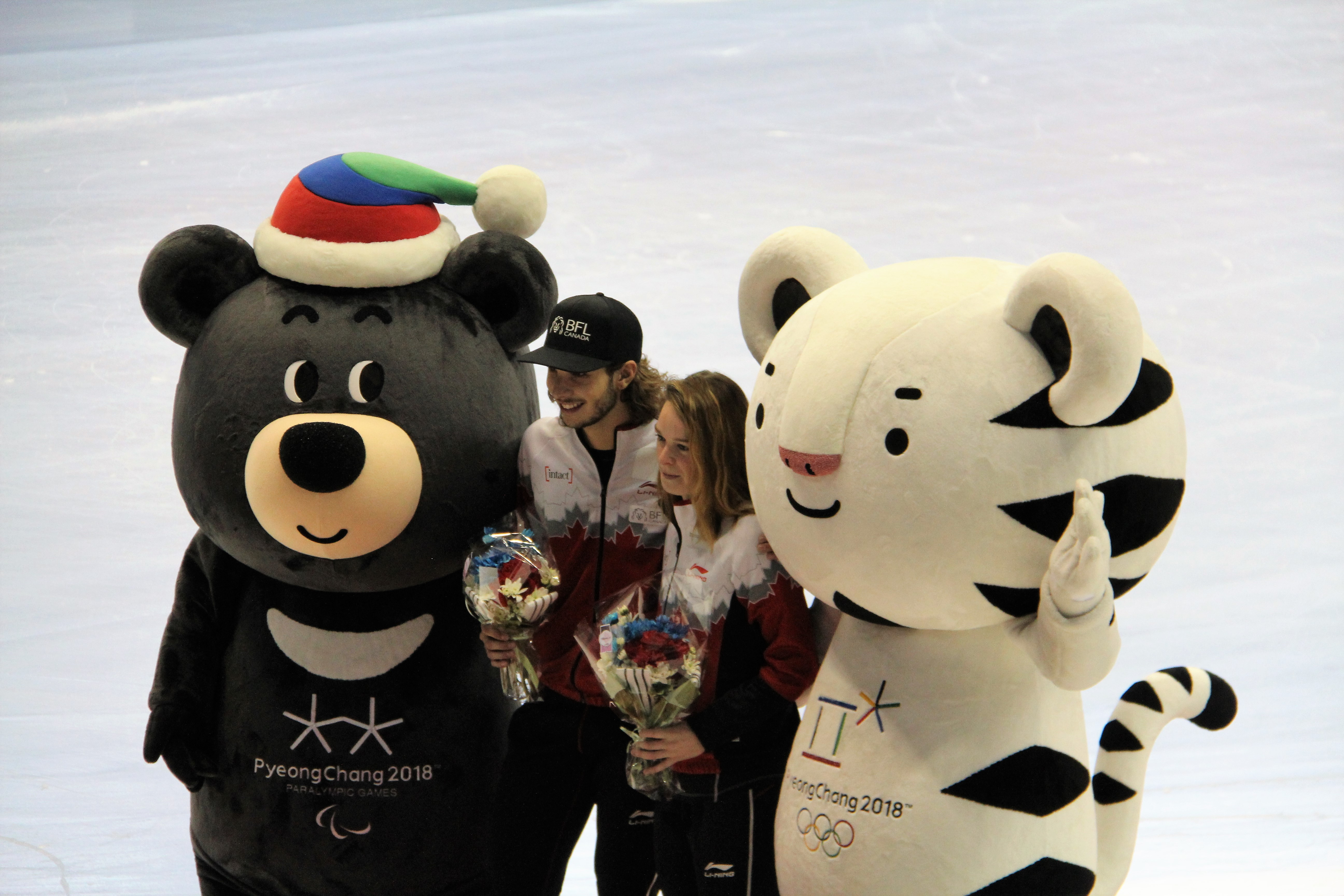
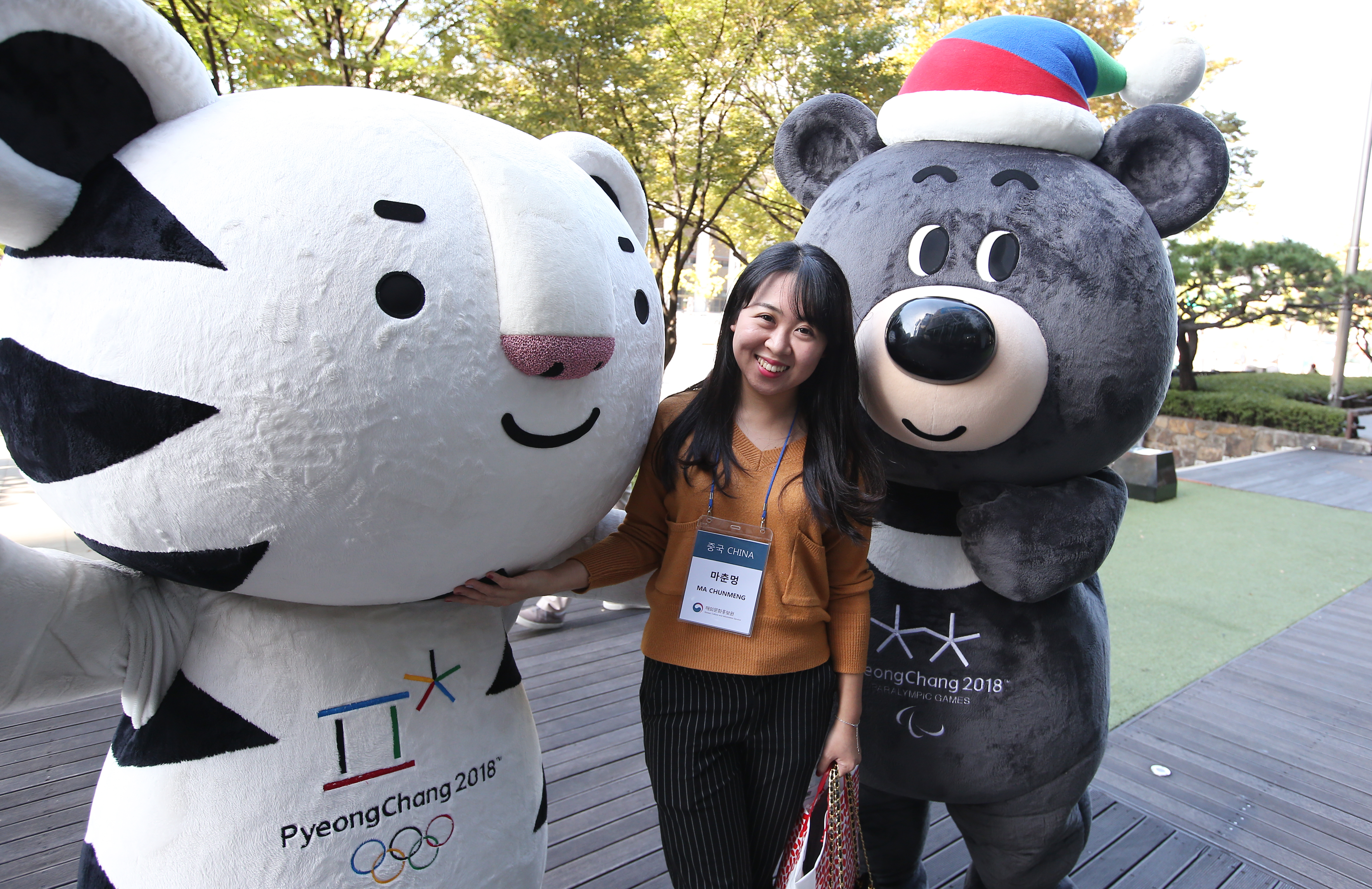
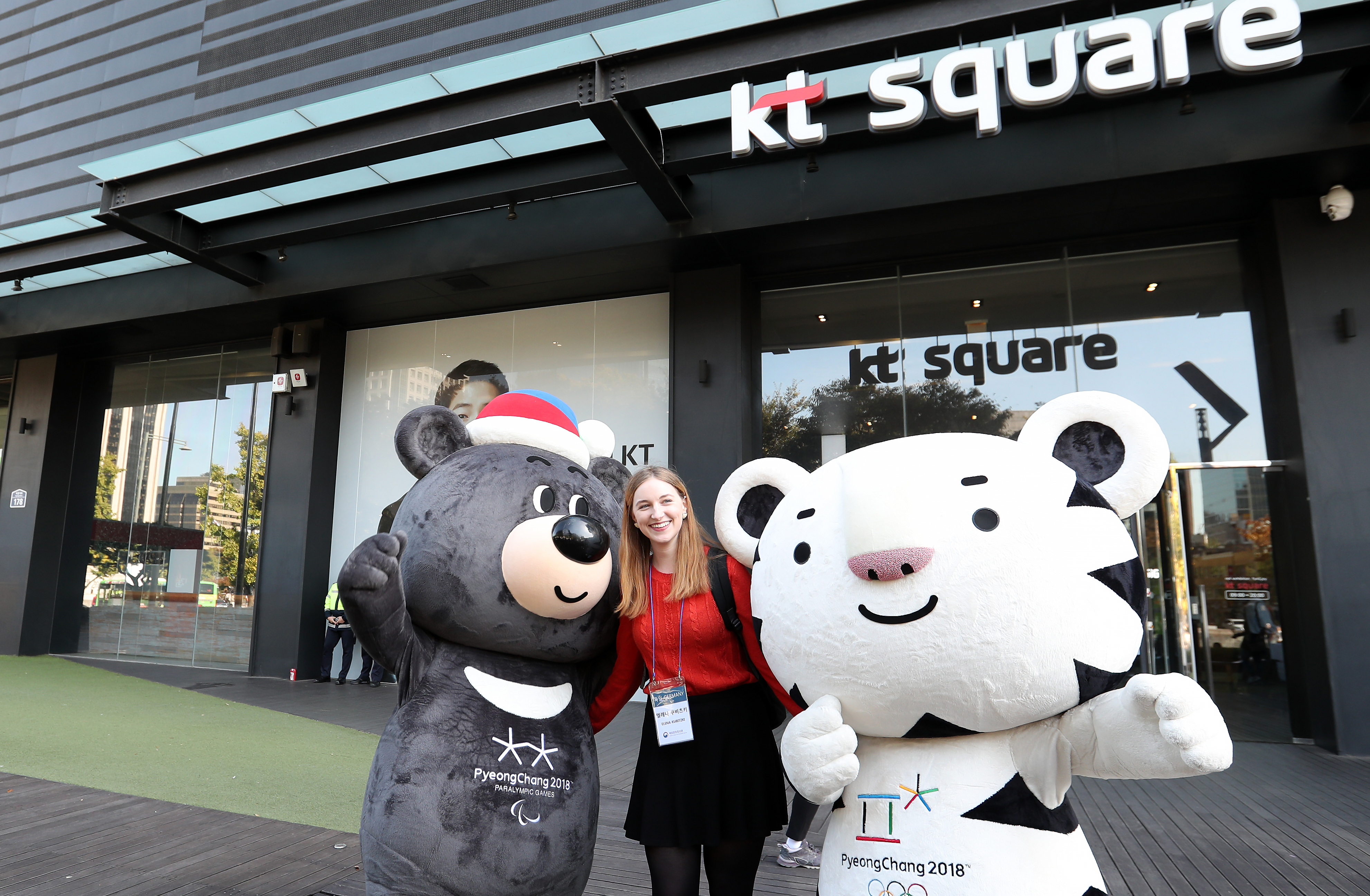
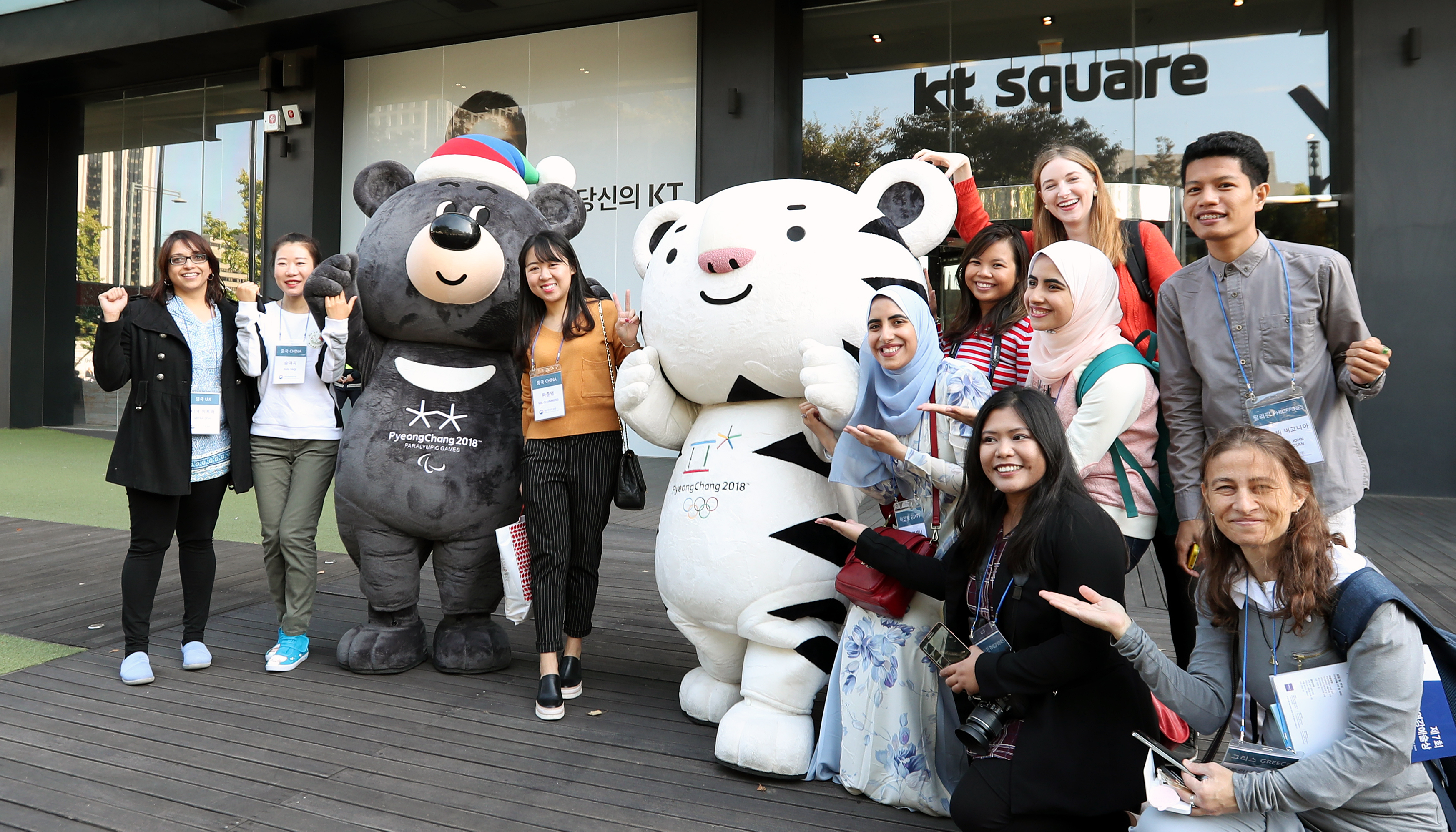

## 같이 보기
- 2018년 동계 올림픽
- 2018년 동계 패럴림픽